# Purée

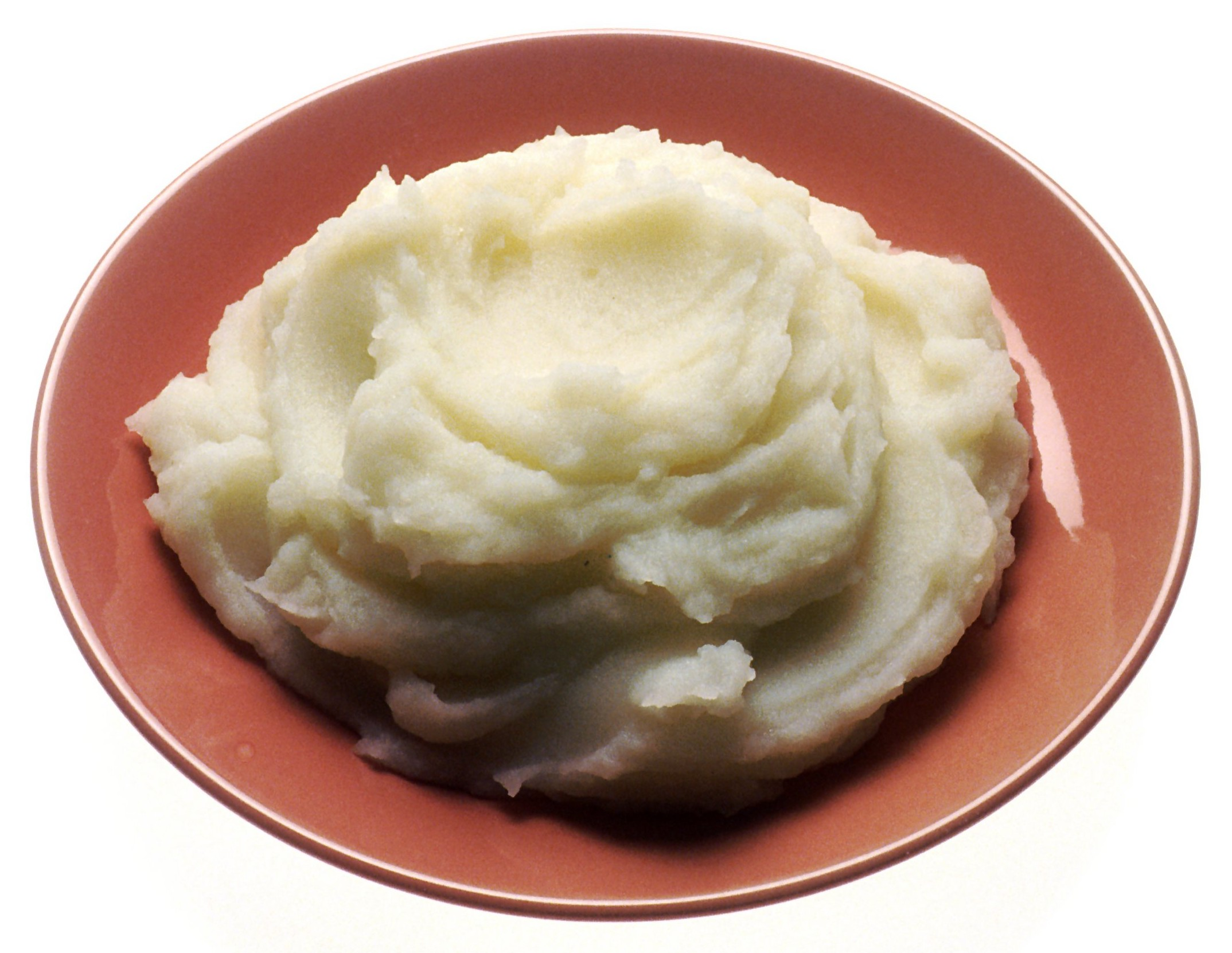
Purée ziemniaczane

Purée (fr. oczyszczony) – samodzielne danie lub półprodukt kulinarny z warzyw lub roślin strączkowych, które po ugotowaniu zostały zmielone, utłuczone lub przetarte przez sito. 
Pod względem konsystencji lub sposobu przygotowania purée mogą występować pod rozmaitymi nazwami rodzajowymi i przybierać postać gęstych zup, gładkich mas czy sosów, choć najczęściej dotyczy to rozdrobnionych warzyw poddanych dalszej obróbce. Z kolei purée wykorzystywane jako składniki w dalszym przygotowaniu bardziej złożonych potraw często określanych mianem past. Termin ten nie obejmuje zazwyczaj potraw czy ingrediencji przygotowanych w podobny sposób ze zbóż czy mąki (takich jak owsianki czy mamałyga), najczęściej też nie stosuje się go na określenie przetworów czy past z orzechów i roślin oleistych (jak np. masło orzechowe czy tahini). 
Do przygotowania purée w kuchni wykorzystuje się wiele narzędzi, zarówno ogólnego przeznaczenia (np. blender, robot kuchenny czy sito), jak i specjalistycznych (jak tłuczek do ziemniaków czy praska (narzędzie kuchenne) do ziemniaków). Zazwyczaj warzywa na purée poddawane są procesowi gotowania, zanim zostaną utłuczone, zmielone czy przetarte, albo też gotowane są już w formie przetworzonej. Służy to zarówno poprawie smaku i konsystencji, jak i usunięciu substancji toksycznych bądź też odparowaniu zbędnej ilości cieczy. 
Najczęściej na purée składa się stosunkowo niewiele składników, powszechne jest też jednak wykorzystywanie tej samej metody do mielenia całych przygotowanych wcześniej posiłków jako pokarmu dla niemowląt, dzieci czy osób niezdolnych do przeżuwania.